# Pallacanestro Magenta
La Pallacanestro Magenta è stata una società italiana di pallacanestro con sede a Magenta, in provincia di Milano.
Ha disputato quattro stagioni in Serie A1 e un'edizione di Coppa Ronchetti.

## Cronistoria
| Cronistoria della Pallacanestro Magenta |
| --- |
| - 1985-1986 · Mapom, 2ª nel Girone A di Serie A2, 3ª in Poule Promozione, promossa in Serie A1. - 1986-1987 · Primax, 12ª in Serie A1, ottavi play-off. - 1987-1988 · Primax, 8ª in Serie A1, quarti play-off. - 1988-1989 · Nuvenia, 13ª in Serie A1. Preliminari di Coppa Ronchetti. - 1989-1990 · Nuvenia, 13ª in Serie A1, rinuncia all'iscrizione |